# Лукань Роман-Степан Дмитрович

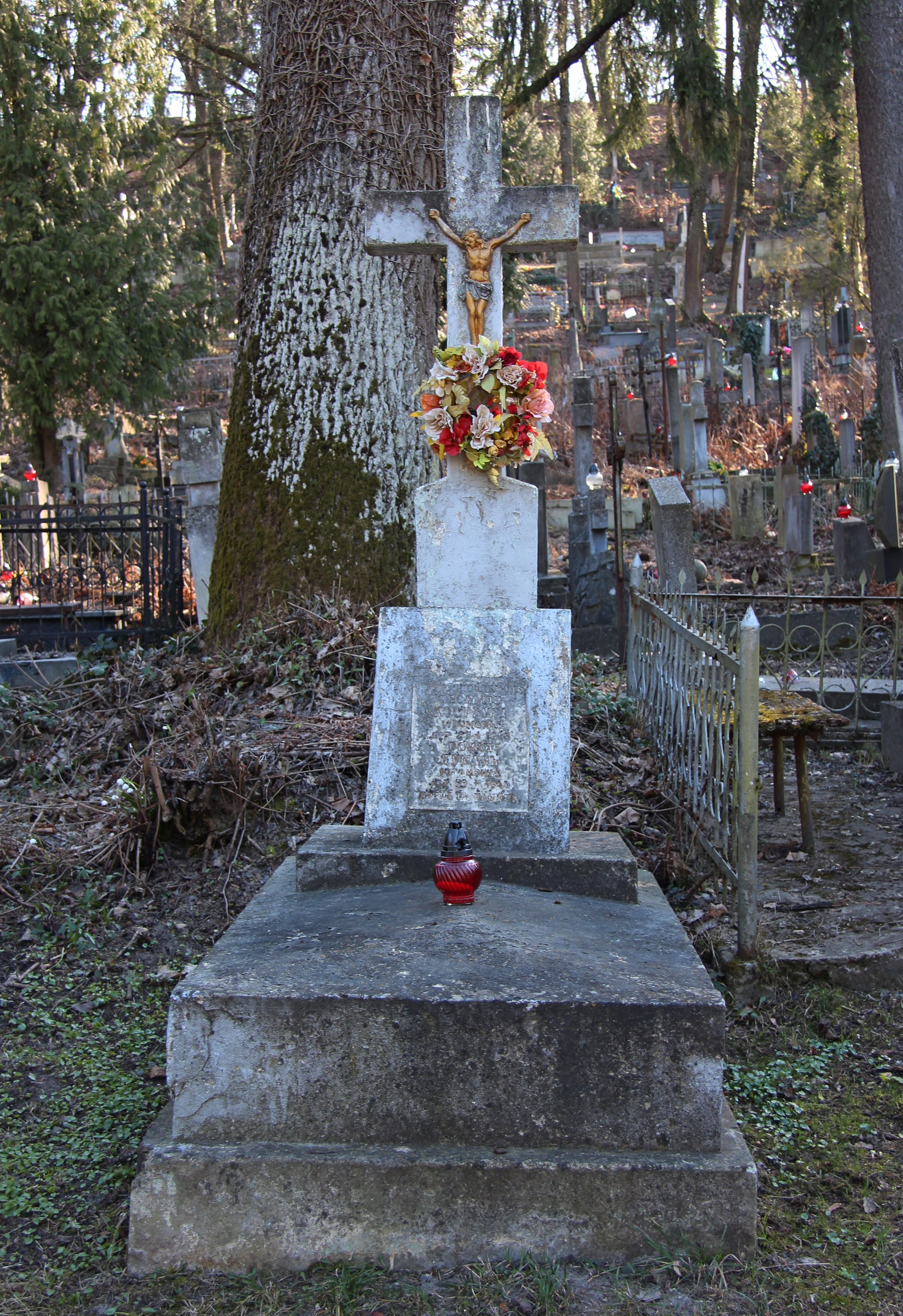

о. Роман Лу́кань ЧСВВ (у світі Степан Дмитрович Лу́кань; 17 вересня 1907, Старуня — 28 листопада 1943, Львів) — український чернець-василіянин, історик, бібліотекар, журналіст.

## Життєпис
Степан Лукань народився 17 вересня 1907 року в с. Старуня (до 17 липня 2020 — Богородчанського району Івано-Франківської области, Україна) в родині Дмитра Луканя.
Навчався в народній школі та Станиславівській гімназії. 1925 року вступив до ЧСВВ. Вивчав філософію та богослов'я у монастирях цього чину на Львівщині. 1933 року прийняв чернечий постриг. Відтоді — архіваріус і бібліотекар Центрального Василіянського архіву та бібліотеки галицької обителі св. Спаса в Онуфріївському монастирі (Львів). Редагував і видавав «Записки ЧСВВ», також вміщував публікації в журналах «Місіонар», «Календар „Місіонара“», «Літопис Бойківщини», «Нова зоря».
Від середини 1930-х рр. — член Бібліографічної комісії та співробітник Історично-філософської секції НТШ. 1940 року висвячений на священника, правив у церкві св. Онуфрія. У лютому–жовтні 1940 року радянська влада закрила архів і бібліотеку, а Лукань влаштувався бібліотекарем Львівського відділу Інституту історії АН УРСР. У період німецької окупації у липні 1942 р. повернув собі духовний сан, підпільно продовжив працювати в архіві та бібліотеці.
Загинув в автокатастрофі. Похований біля отця Теодосія Коструби ЧСВВ на полі № 64 Личаківського цвинтаря.

## Праці
Автор розвідок «Дрогобицькі українці в Краківському університеті в 15 і 16 віках» (рукопис, 1931), «Могила князя Лева і лаврівський некрополь» (1936, опубл. 1999), нарисів «Старуня, повіт Богородчани», «Яблінка біля Солотвини» (обидва — 1925), «Дрогобич» (рукопис, 1931), «Василіянські школи» (1932), «Початки Добромильських василіян» (1933), «Василіянські монастирі в Станіславівській епархії» (1935), «Василіянські монастирі Львівської архієпархії» (1937), «Василіянські монастирі на Покутті» (1938), «Про Василіянські монастирі на Україні», «250-ліття побуту отців Василіян у Жовкві» (обидва — 1942).
Збирав літературу про Івана Федорова, уклав бібліографію про нього, планував відкрити музей. Працював над науковим покажчиком української преси в Галичині, «Хрестоматією релігійної літератури».